# Morning Musume Concert Tour 2012 Haru Ultra Smart ~Niigaki Risa Mitsui Aika Sotsugyō Special~
Albums de Morning Musume
Morning Musume Concert Tour 2011 Aki : Ai Believe ~Takahashi Ai Sotsugyō Special~
(2011) Concert Tour 2012 Aki
(2012)
 Morning Musume Concert Tour 2012 Haru Ultra Smart ~Niigaki Risa Mitsui Aika Sotsugyō Special~  (モーニング娘。コンサートツアー2012春〜ウルトラスマート〜新垣里沙三井あいか卒業スペシャル〜) est une vidéo musicale (DVD) du groupe de J-pop Morning Musume, la vingt-septième d'un concert du groupe.

## Présentation
La vidéo sort le 29 août 2012 aux formats DVD et Blu-ray au Japon sous le label zetima. Il s'agit du concert de  sotsugyō (ou graduation) de la leader du groupe Risa Niigaki et de la dernière membre de la 8e génération Aika Mitsui qui elle quitte le groupe pour des raisons médicales. C'est aussi la première tournée du groupe avec les 4 membres de la 10e génération.
Le concert reprend la plupart des titres de l'album 12, Smart ainsi que les deux derniers singles du groupe : Pyoco Pyoco Ultra et Renai Hunter. Mitsui, à cause de sa blessure, ne fait que quelques apparitions le temps de quelques chansons.
Le concert a été filmé le 18 mai 2012 au Nippon Budokan de Tokyo, en promotion de l'album 12, Smart sorti en octobre 2011 et dont la majeure partie des titres sont interprétés.
Sayumi Michishige devient alors la nouvelle leader du groupe. Le producteur Tsunku fait une apparition afin d'annoncer le lancement du casting pour une 11e génération de membres.

## Membres
- 5e génération : Risa Niigaki
- 6e génération : Sayumi Michishige, Reina Tanaka
- 8e génération : Aika Mitsui (apparition)
- 9e génération : Mizuki Fukumura, Erina Ikuta, Riho Sayashi, Kanon Suzuki
- 10e génération : Haruna Iikubo, Ayumi Ishida, Masaki Satō, Haruka Kudō

## Liste des titres
1. Opening  (Introduction)
2. Pyoco Pyoco Ultra (ピョコピョコ ウルトラ?)
3. Guruguru JUMP (グルグル JUMP?) (de l'album Platinum 9 Disc)
4. VTR
5. Kanashiki Koi no Melody (悲しき恋のメロディー?) (sans Mitsui) (du single Pyoco Pyoco Ultra)
6. Give Me Love (Give me 愛?) (sans Mitsui) (de l'album 12, Smart)
7. MC1  (Par Niigaki & Mitsui)
8. Joshi Kashimashi Monogatari (女子かしまし物語?) (de l'album Ai no Dai 6 Kan)
9. MC2
10. Otome no Timing (乙女のタイミング?) (Par Mitsui, Suzuki & Ikuta) (de l'album 12, Smart)
11. Silver no Udedokei (シルバーの腕時計?) (Par Tanaka & Sayashi, rap de Niigaki & Mitsui) (de l'album 12, Smart)
12. Suki ga na Kimi ga (好きだな君が?) (Par Michishige & Fukumura) (de l'album 12, Smart)
13. MC3 : Quiz (Par Niigaki & la 10e génération)
14. Suki na Senpai (好きな先輩?) (Par la 10e génération) (de l'album 4th Ikimasshoi!)
15. Namida ga Tomaranai Hōkago (涙が止まらない放課後?) (Par la 9e génération) (de l'album Ai no Dai 6 Kan)
16. Genki Pikappika! (元気ピカッピカッ！?) (Par les 9e & 10e générations) (de l'album 10 My Me)
17. MC4
18. Aki Urara (秋麗?) (Par Niigaki) (de l'édition régulière de Nanchatte Ren'ai)
19. Egao ni Namida ~Thank You! Dear my Friends~ (笑顔に涙～THANK YOU! DEAR MY FRIENDS?) (Par Niigaki) (de l'édition spéciale de Ren'ai Hunter)
20. Shanimuni Paradise (シャニムニ パラダイス?) (Par Niigaki, Michishige, Tanaka & Mitsui) (de l'album Sexy 8 Beat)
21. MC5  (Par Michishige & Tanaka)
22. Good bye Natsuo (GOOD BYE 夏男?) (Par Michishige & Tanaka) (Reprise d'Aya Matsuura)*
23. MC6  (Par Mitsui, Ikuta, Suzuki, Iikubo & Ishida)
24. MC7 : Cérémonie de graduation de Aika Mitsui
25. Watashi no Miryoku ni Kizukanai Donkan na Hito (私の魅力に 気付かない鈍感な人?) (Par Mitsui) (de l'album Platinum 9 Disc)
26. Medley (How Do You Like Japan? ~Nihon wa Donna Kanji Dekka?~/Top !/Ikimasshoi !/Yamete Yo ! Sinbad (HOW DO YOU LIKE JAPAN? ~日本はどんな感じでっか?~/Top !/いきまっしょい!/やめてよ! シンドバッド?) (de l'album Rainbow 7, de l'album No. 5, de l'album 4th Ikimasshoi!, du single Only You)
27. MC8
28. Kare to Issho ni Omise ga Shitai (彼と一緒にお店がしたい?) (sans Mitsui) (de l'album 12, Smart)
29. Ren'ai Hunter (恋愛ハンター?)
30. OK Yeah ! (OK YEAH!?) (de l'album 12, Smart)
31. MC9
32. Aruiteru (歩いてる?) (de l'album Sexy 8 Beat)
33. MC10  (Encore)
34. Never Forget  (Par Niigaki) (de l'album Second Morning)
35. MC11 : Cérémonie de graduation de Risa Niigaki
36. Happy Night (du single Memory Seishun no Hikari)
37. Namidacchi (涙ッチ?) (de l'album 10 My Me)
38. Credits